# Batalla de Medina de Rioseco
La batalla de Medina de Rioseco de 1808 va ser un episodi militar de la Guerra del Francès.

## Antecedents
Amb gran part d'Espanya en rebel·lió oberta, Napoleó Bonaparte va establir el comandament a Baiona per reorganitzar les seves forces i corregir la situació, creient que un desplegament ràpid de les forces acovardiria els insurgents i consolidaria ràpidament el seu control d'Espanya, i va enviar una sèrie de columnes que volien escanyar a la rebel·lió prenent i pacificant les principals ciutats d'Espanya: Des de Madrid Jean Baptiste Bessières va dirigir-se a Castella la Vella amb 25.000 homes i va enviar un destacament a Aragó, amb l'objectiu de capturar Santander i Saragossa; Jeannot de Moncey va marxar cap a València amb 9.000 homes i Guillaume Philibert Duhesme amb 12.710 tropes cap a Catalunya, posant setge a Girona. Finalment, Pierre-Antoine Dupont conduiria 13.000 homes al sud cap a Sevilla i el port de Cadis, que resguardava la flota de François Rosilly de la Royal Navy. Joseph Chabran del Cos d'Observació dels Pirineus Orientals del general Duhesme amb 800 genets i quinze peces d'artilleria passant per Tarragona i s'havia d'establir a Tortosa, a la mateixa distància de València i Saragossa. Després del fracàs de l'assalt, Moncey va decidir abandonar l'expedició a València, i tornar cap a Madrid pel camí d'Almansa.
Un cop destruït l'exèrcit de Castella del general Gregorio García de la Cuesta a la batalla de Cabezón, l'Exèrcit de Galícia de Joaquín Blake era l'única formació capaç d'amenaçar l'avanç francès cap a Castella la Vella, i Jean Baptiste Bessières, coneixedor dels plans espanyols d'intentar trencar la línia de comunicacions de França a Madrid, va avançar des de Burgos el 9 de juliol amb l'objectiu d'impedir la unió de Blake amb Cuesta al nord de Valladolid.

## Batalla
El 14 de juliol de 1808 Jean Baptiste Bessières, es va aprofitar de la descoordinació entre Joaquín Blake i Gregorio García de la Cuesta, que estaven separats. Blake es va enfrontar als francesos amb els flancs descoberts i la seva línia de retirada no era segura. Bessières ocupar la posició central, permetent-li despatxar les dues ales espanyoles per separat mantenint Cuesta a ratlla mentre que elements de dues divisions assaltaven la carena sota la seva supervisió mentre l'artilleria imperial davant Blake, va castigar les files espanyoles. El major general Merle va dirigir l'atac contra Blake a l'esquerra, mentre que Mouton ho feia a la dreta contra Cuesta.
Blake va reaccionar amb rapidesa a l'amenaça a la seva posició, estirant la seva línia cap a la dreta per evitar l'encerclament i responent a les devastadores canonades franceses amb les seves pròpies bateries. Les reserves de cavalleria de Bessières van carregar després a la bretxa oberta per Mouton i es van arrossegar al flanc dret de Blake, esquerdant la seva fràgil força, que es va trencar. Blake es va salvar de l'aniquilació completa amb el sacrifici d'un batalló de tropes regulars de Navarra que va aguantar contra la cavalleria embassada, mentre la meitat de l'exèrcit de Blake va escapar travessant el riu Sequillo.
Abans que Bessières pogués atacar Cuesta, aquest va formar les seves tropes en columnes i les va llançar en pujada contra l'exèrcit imperial, format per la carena. 300 tiradors que van controlar la divisió de Mouton van ser bruscament carregats per 300 carrabiners i guàrdies espanyols i empesos al barranc, amb columnes d'infanteria espanyoles avançant rere la cavalleria. La cavalleria de la Guardia va aconseguir temporalment desconcertar l'avanç, empenyent la feble cavalleria espanyola contra les seves pròpies columnes d'infanteria, que va continuar guanyant terreny, capturant dos canons de l'artilleria de la guàrdia i amenaçant tota la posició francesa a la carena.
Merle, tenia la seva divisió al flanc dret de la segona línia espanyola i Bessières va ordenar-li que entrés al flanc espanyol a baioneta i els caçadors de Mouton van aparèixer a l'esquerra espanyola. Sota la pressió combinada, la línia espanyola es va trencar quan els granaders espanyols atacave el centre francès abans de ser atrapats en el foc creuat, sent expulsats de la carena, i obligant a la retirada. Igual que amb la retirada de Blake, una rereguarda de batallons regulars va detenir els francesos mentre les altres formacions van anar cap al nord cap a Medina de Rioseco.

## Conseqüències
La derrota de les tropes napoleòniques pocs dies després a la batalla de Bailén va tenir greus conseqüències per a l'esforç bèl·lic francès. La notícia es va estendre per tota la península, i l'arribada dels anglesos i la reorganització dels exèrcits espanyols que planejaven l'atac de Madrid va forçar el rei Josep I Bonaparte a abandonar Madrid i retirar tot l'exèrcit més enllà de l'Ebre, a més de posar en dubte que els exèrcits francesos eren invencibles. Napoleó va haver de venir a Espanya de nou amb un nombrós exèrcit per consolidar el seu domini. i els espanyols van ser incapaços d'expulsar els francesos per la seva derrota a la batalla de Tudela el 23 de novembre, que avançaren de nou sobre Madrid i derrotaren pocs dies després els espanyols a la batalla de Somosierra, i entraren a la capital el 4 de desembre, mentre Saragossa era assetjada.